# Orthose
Orthoclase
L'orthose (terme français) ou l'orthoclase (terme international) est une espèce minérale du groupe des silicates (sous-groupe des tectosilicates, famille des feldspaths, sous-famille des feldspaths potassiques). Sa composition chimique est KAlSi3O8, avec des traces de Na, Fe, Ba, Rb et Ca.

## Historique de la description et appellations

### Inventeur et étymologie
Décrite par Johann August Friedrich Breithaupt en 1823. Du grec orthos : « droit » nommé ainsi à la suite de sa faculté à se cliver selon deux plans orthogonaux. La description a été faite sous le nom d'orthoclase ; le terme d'orthose inventé par René Just Haüy est le terme usuel francophone.

### Synonymie
- argillyite
- cottaïte (Breithaupt 1866)[3]
- feldspath commun[4]
- leelite (orthose rose pâle)
- murchisonite
- orthose (René Just Haüy / Hessel)[5]. Ce terme français n'est en fait reconnu que comme un synonyme du terme orthoclase par l'Association internationale de minéralogie[6].

## Observation
L'orthose se présente en cristaux fréquemment blancs ou roses, rarement rouges, dessinant à la surface de la roche, des rectangles assez réguliers, parfois arrondis.

## Caractéristiques physico-chimiques
Les feldspaths orthoses ont pour formule chimique générale KAlSi3O8.

## Variétés
- adulaire ou pierre de lune est une variété opalescente d'orthose qui évoque la clarté de la lune. La cause en est la réflexion de la lumière par la structure interne. Si les couches sont suffisamment fines, elles donnent un joli bleu, sinon l'adularescence, blanche, est moins prisée. Un reflet en une seule bande peut donner une pierre de lune « œil-de-chat ». Les grandes pierres de bonne qualité sont rares et chères. La pierre de lune est assez sensible aux chocs. Elle provient du Sri Lanka (transparente avec des reflets bleus), de Birmanie, mais aussi d'Australie, des États-Unis d'Amérique, de l'Inde (gris, rose, blanc laiteux), de Madagascar, de Tanzanie et même des Alpes suisses où elle a été initialement découverte (Les Monts Adula actuellement Massif du Saint-Gothard).
- aglaurite, autre variété présentant des phénomènes d'adularescence bleue trouvée à Teplice (Teplitz), région d'Ústí, Bohème, République tchèque. Apparaît comme étant un synonyme d'adulaire[8].
- baryum-orthose (syn. orthose barique), variété riche en baryum trouvée dans deux occurrences japonaises[9].
- delawarite (Isaac Lea, 1866), variété d'orthose à reflet perlé, trouvée entre Lenni et Glen Riddle, comté de Delaware, Pennsylvanie[10],[11]

### Cristallochimie
- polymorphe monoclinique du microcline.
- forme une série avec la celsiane.

### Cristallographie
- Paramètres de la maille conventionnelle : a = 8.625, b = 12.996, c = 7.193, Z = 4 ; beta = 116.016°; V = 724.57
- Densité calculée = 2,55

## Gîtes et gisements

### Gîtologie et minéraux associés
GîtologieL'orthose est présente dans les roches plutoniques et métamorphiques et ne se trouve que rarement dans les laves. Présente dans certaines météorites.
Minéraux associésquartz, plagioclase, feldspaths, micas (biotite, muscovite...), grenats, tourmalines, béryls, et topaze.

### Gisements producteurs de spécimens remarquables
- Canada

District de Maniwaki-Gracefield, région de l'Outaouais, Québec.
Mine Jeffrey, Asbestos, région de l'Estrie, Québec.
- France

La Verrière, Monsols, Rhône, Rhône-Alpes.
La Chèze, Ambazac et Vénachat, Compreignac, deux gisements dans la Haute-Vienne, Limousin.
Vensac, Brocq-en-Menet, Menet, Cantal, Auvergne.
Ceilhes, Ceilhes-et-Rocozels, Hérault, Languedoc-Roussillon.
- Madagascar

Itrongay, Betroka, Anosy (Fort Dauphin), Tuléar (Toliara).
Benono, Mahasoa, Betroka, Anosy (Fort Dauphin), Tuléar (Toliara).
- Suisse

Massif du Saint-Gothard, Tessin.

## Exploitation des gisements

### Gemmologie
En dehors de la variété adulaire, certaines orthoses très pures peuvent être taillées comme gemmes ; ces pierres sont incolores à jaune-rosé. Le clivage parfait de l'espèce les rend fragiles et ces pierres sont surtout taillées pour les collectionneurs. Elles proviennent de Madagascar, de Haute-Birmanie, et du Brésil.

## Galerie

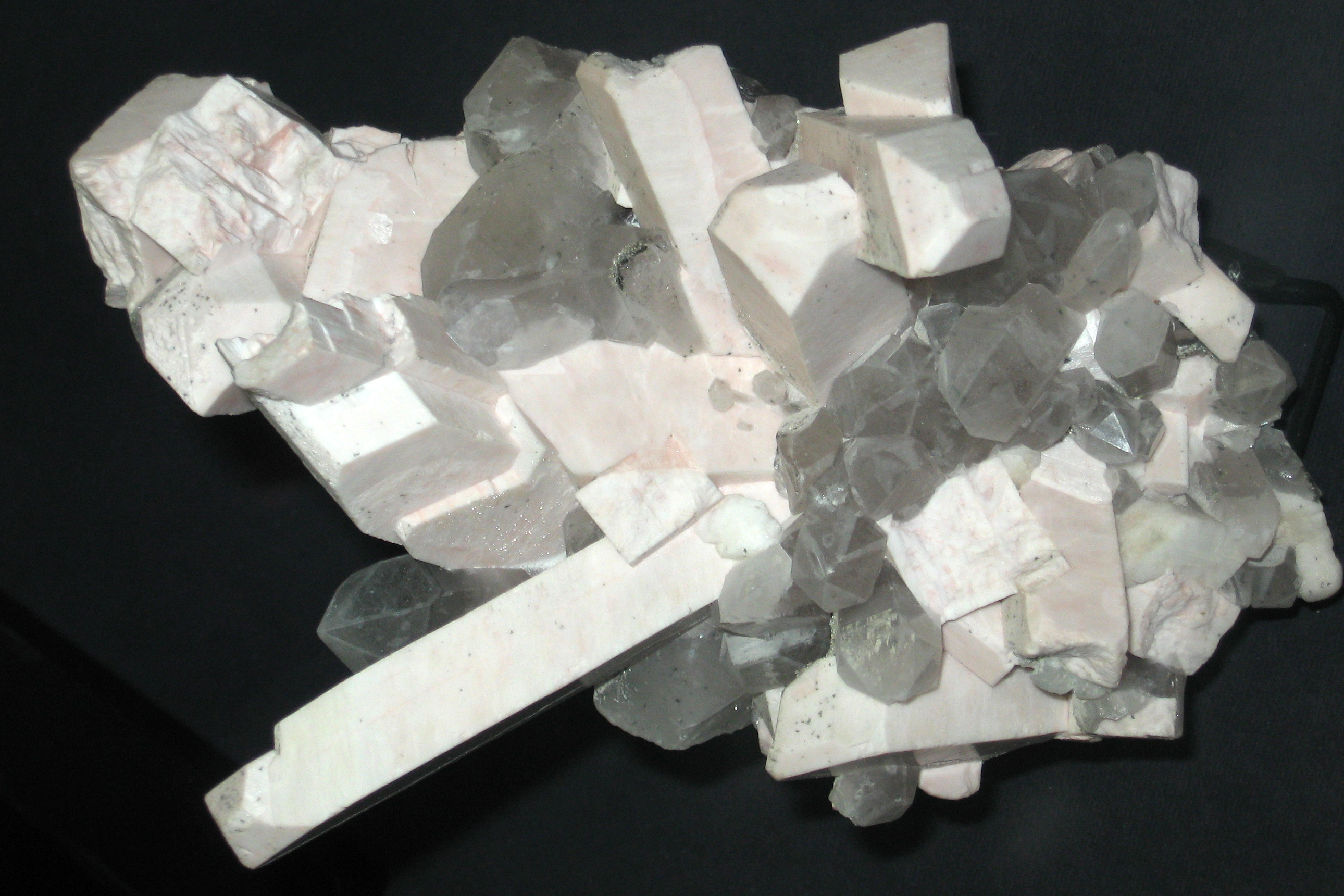
Orthose et quartz
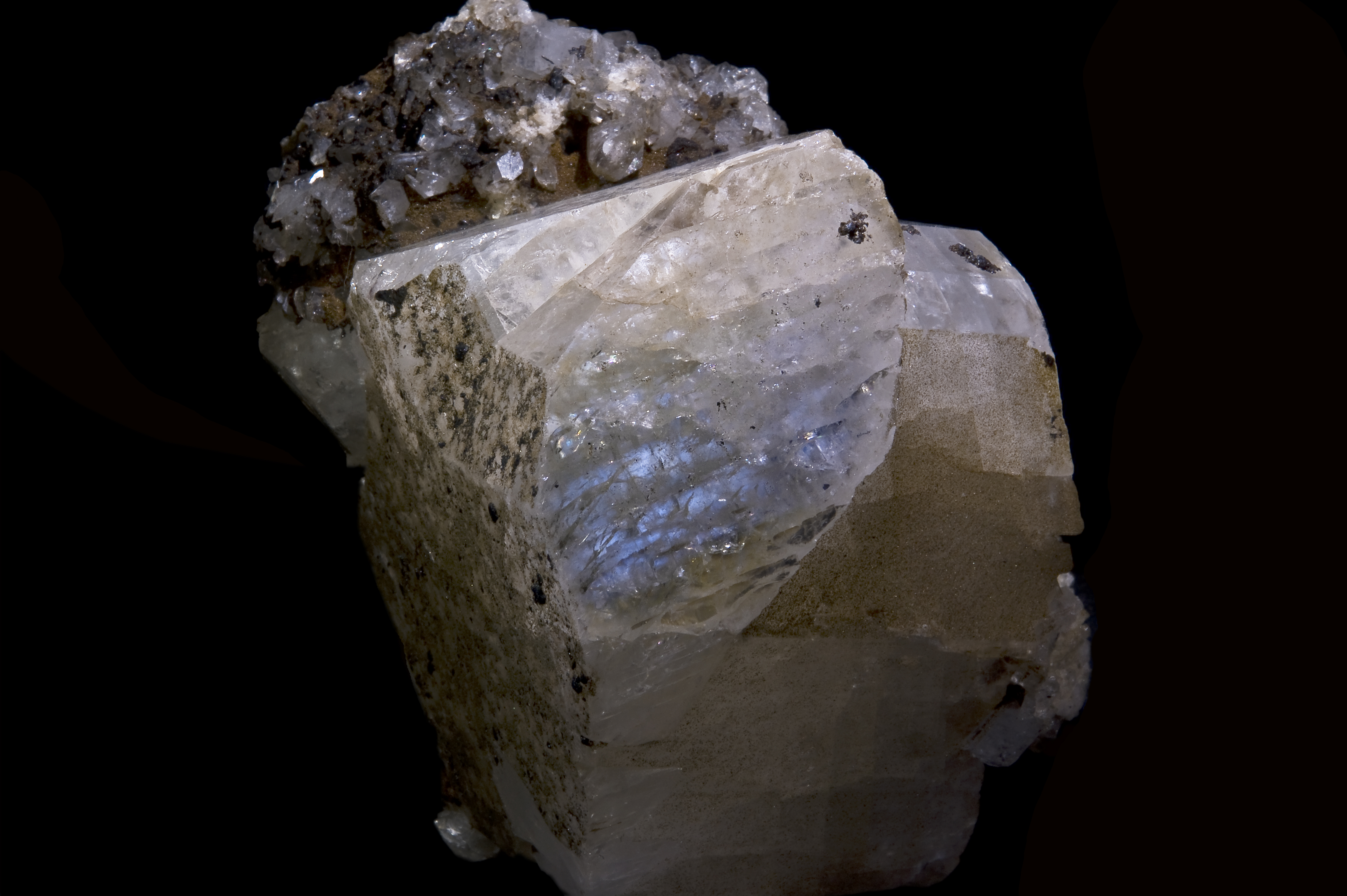
Adulaire montrant l'adularescence (Suisse) 7 × 6,5 cm
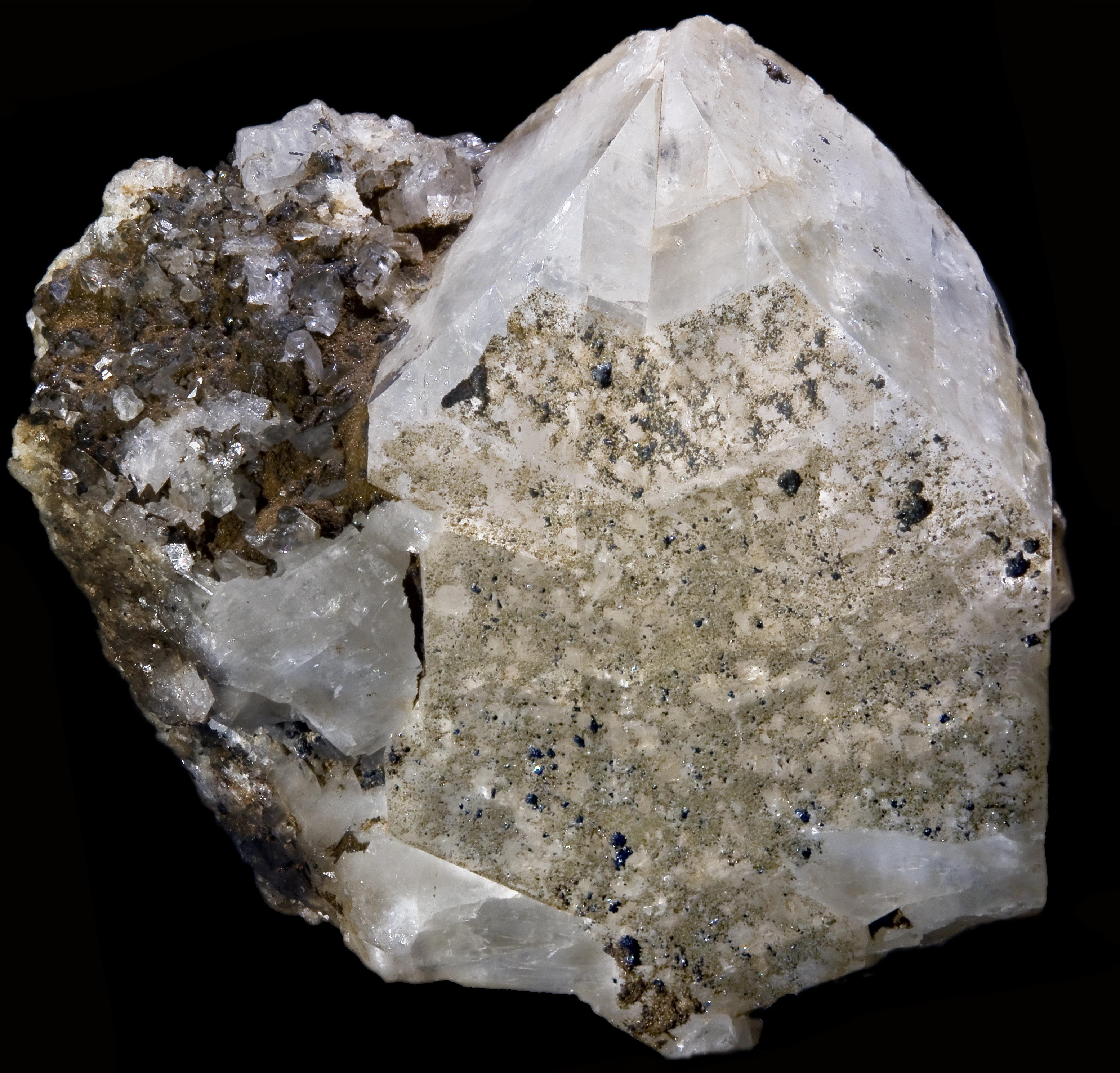
Adulaire - Macle de Manebach {001} (Suisse) 7 × 6,5 cm
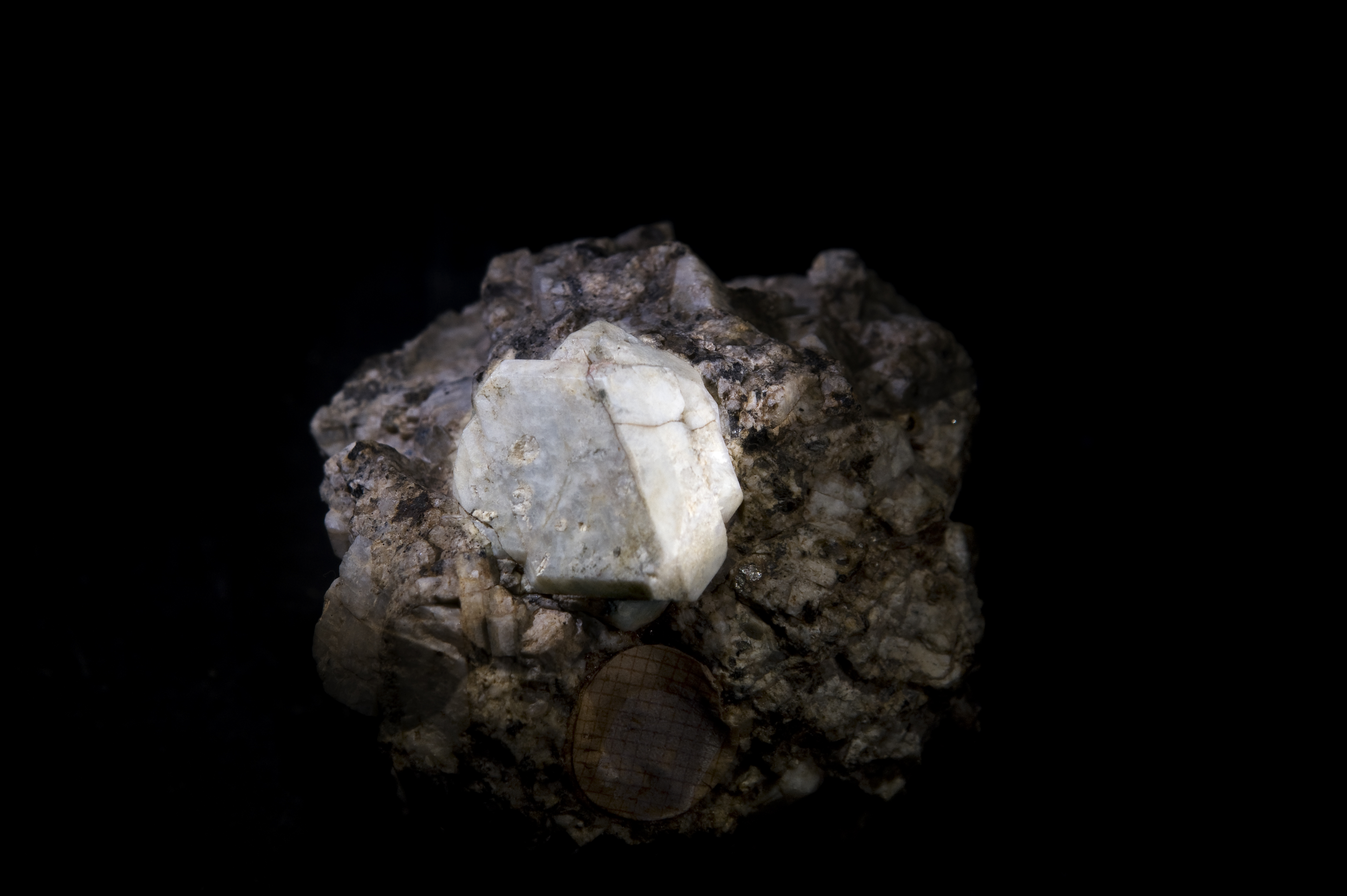
Macle de Carlsbad - Carlsbad (Karlovy Vary) Tchéquie
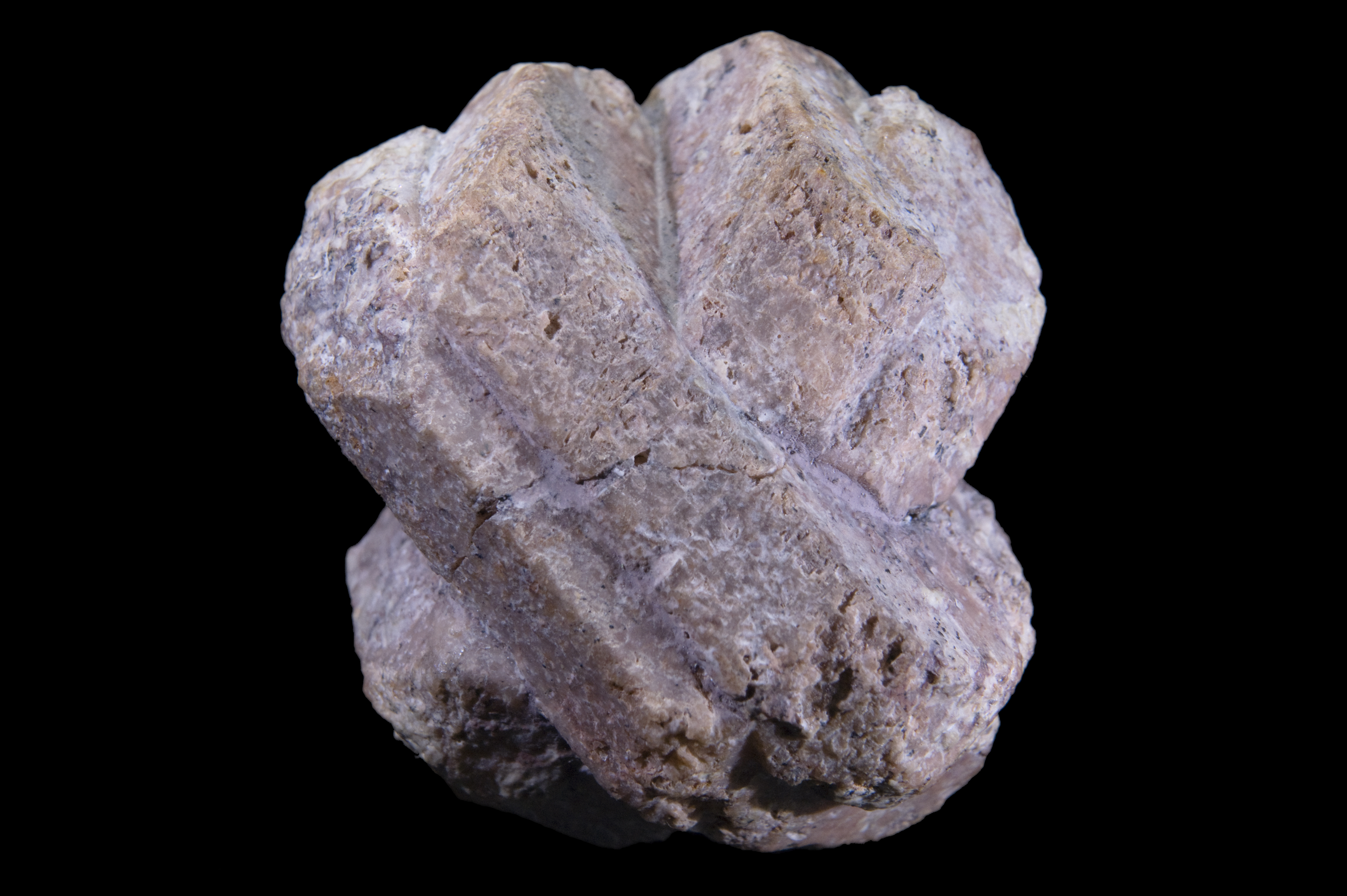
Macles sur {010} puis  sur {110} - Ceilhes, Hérault France (4 × 3,6 cm)
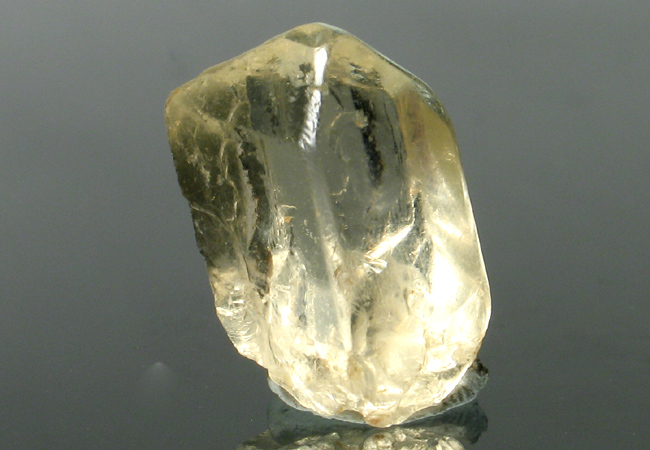
Orthose gemme de Benono Madagascar